# أرتور بيرغر
أرتور بيرغر (بالألمانية: Artur Berger )‏ (و. 1892 – 1981 م) هو مهندس معماري، ومصمم إنتاج من الإمبراطورية النمساوية المجرية، والجمهورية الألمانية النمساوية، والجمهورية النمساوية الأولى، والاتحاد السوفيتي، ولد في فيينا، توفي في موسكو، عن عمر يناهز 89 عاماً.

## جوائز
حصل على جوائز منها:
- Honored Artist of the RSFSR (visual arts) [الإنجليزية]‏.

## وصلات خارجية
- أرتور بيرغر على موقع IMDb (الإنجليزية)
- أرتور بيرغر على موقع قاعدة بيانات الأفلام السويدية (السويدية)
- أرتور بيرغر على موقع قاعدة بيانات الفيلم (الإنجليزية)
- أرتور بيرغر على موقع كينوبويسك (الروسية)
- أرتور بيرغر في قاعدة بيانات الأفلام على الإنترنت